# Antonio Castellini
Antonio Castellini (Palermo, Sicilia, Italia; 14 de abril de 1951-Palermo, Sicilia, Italia; 26 de agosto de 1976) fue un boxeador italiano.

## Biografía
Antonio Castellini nació el 14 de abril de 1951 en Palermo, Sicilia, Italia.

## Trayectoria en el boxeo

### Carreraamateur
Castellini ganó una medalla de bronce en los Juegos Mediterráneos de 1971.
Participó en los Juegos Olímpicos de Múnich de 1972, donde fue eliminado en la primera ronda de la categoría peso superwélter por el polaco Wiesław Rudkowski.

### Carrera profesional
Castellini hizo su debut profesional en Roma el 13 de octubre de 1972, derrotando a Charley Kassem por nocaut.
El 28 de abril de 1974, en Palermo, ganó el título peso superwélter italiano al derrotar por puntos a Aldo Bentini. El 14 de agosto, en Cefalú, defendió con éxito su título al vencer a Walter Guernieri por puntos. El 20 de diciembre, en Milán, defendió su título y derrotó a Aldo Bentini por nocaut técnico. El 7 de junio de 1975, en Fermo, defendió su título al vencer por nocaut técnico a Osvaldo Smerilli. El 5 de noviembre, en Pésaro, es derrotado por Damiano Lassandro y pierde el título por descalificación. El 21 de abril de 1976 recupera el título al derrotar a Damiano Lassandro por nocaut técnico. Castellini peleó por última vez el 14 de agosto del mismo año, derrotando al camerunés Simon Berek Rifoey por puntos en Ospedaletti.

## Fallecimiento
Castellini falleció el 26 de agosto de 1976, mientras conducía su nueva motocicleta con su novia Elisa cuando perdió el control y chocó contra la pared de roca de un túnel en la vía rápida entre Palermo y Punta Raisi. Castellini murió instantáneamente y su novia sobrevivió pero estuvo en coma durante varios meses.

## Récord profesional
| 28 Ganadas (14 nocauts), 4 Derrotas (2 nocauts, 1 descalificación) |        |                     |      |             |            |                              |                                               |
| Res.                                                               | Récord | Rival               | Tipo | Rd., Tiempo | Día        | Lugar                        | Notas                                         |
| Victoria                                                           | 28-4   | Simon Bereck Rifoey | PTS  | 8 (8)       | 1976-08-14 | Ospedaletti, Liguria         |                                               |
| Victoria                                                           | 27-4   | Damiano Lassandro   | TKO  | 4 (12)      | 1976-04-21 | Palermo, Sicilia             | Gana el título peso superwélter italiano.     |
| Victoria                                                           | 26-4   | Lorenzo Nardillo    | TKO  | 7 (8)       | 1976-03-09 | Palermo, Sicilia             |                                               |
| Derrota                                                            | 25-4   | Jules Bellaiche     | PTS  | 8 (8)       | 1975-12-13 | Nouvelle Hippodrome, París   |                                               |
| Derrota                                                            | 25-3   | Damiano Lassandro   | DQ   | 4 (12)      | 1975-11-05 | Pésaro, Marcas               | Pierde el título peso superwélter italiano.   |
| Derrota                                                            | 25-2   | Vito Antuofermo     | TKO  | 5 (10)      | 1975-06-27 | Milán, Lombardía             |                                               |
| Victoria                                                           | 25-1   | Osvaldo Smerilli    | TKO  | 7 (12)      | 1975-06-07 | Fermo, Marcas                | Defiende el título peso superwélter italiano. |
| Victoria                                                           | 24-1   | Eddie Davis         | PTS  | 8 (8)       | 1975-03-21 | Milán, Lombardía             |                                               |
| Victoria                                                           | 23-1   | Daniel Martin       | KO   | 3 (8)       | 1975-01-23 | Palermo, Sicilia             |                                               |
| Victoria                                                           | 22-1   | Aldo Bentini        | TKO  | 3 (12)      | 1974-12-20 | Milán, Lombardía             | Defiende el título peso superwélter italiano. |
| Victoria                                                           | 21-1   | Angel Jose Ortiz    | KO   | 7 (8)       | 1974-11-16 | Palermo, Sicilia             |                                               |
| Victoria                                                           | 20-1   | Pascal Zito         | PTS  | 8 (8)       | 1974-10-18 | Palazzetto dello Sport, Roma |                                               |
| Victoria                                                           | 19-1   | Marcel Giordanella  | PTS  | 8 (8)       | 1974-09-27 | Allianz Cloud Arena, Milán   |                                               |
| Victoria                                                           | 18-1   | Walter Guernieri    | PTS  | 12 (12)     | 1974-08-14 | Cefalú, Palermo              | Defiende el título peso superwélter italiano. |
| Victoria                                                           | 17-1   | Vincent Parra       | PTS  | 8 (8)       | 1974-06-07 | Palazzetto dello Sport, Roma |                                               |
| Victoria                                                           | 16-1   | Aldo Bentini        | PTS  | 12 (12)     | 1974-04-28 | Palermo, Sicilia             | Gana el título peso superwélter italiano.     |
| Victoria                                                           | 15-1   | Walter Guernieri    | PTS  | 8 (8)       | 1974-03-08 | Palermo, Sicilia             |                                               |
| Victoria                                                           | 14-1   | Adriano Rodrigues   | PTS  | 8 (8)       | 1974-02-16 | PalaRuffini, Turín           |                                               |
| Victoria                                                           | 13-1   | Adriano Rodrigues   | PTS  | 8 (8)       | 1974-01-17 | Roma, Lacio                  |                                               |
| Victoria                                                           | 12-1   | Walter Guernieri    | PTS  | 8 (8)       | 1973-11-09 | Milán, Lombardía             |                                               |
| Derrota                                                            | 11-1   | Shako Mamba         | TKO  | 6 (8)       | 1973-10-06 | Palermo, Sicilia             |                                               |
| Victoria                                                           | 11-0   | Juan Jose Pardo     | KO   | 4 (8)       | 1973-08-05 | Cefalú, Palermo              |                                               |
| Victoria                                                           | 10-0   | Jules Bellaiche     | PTS  | 8 (8)       | 1973-07-11 | Palermo, Sicilia             |                                               |
| Victoria                                                           | 9-0    | Gerard Nosley       | TKO  | 5 (8)       | 1973-06-08 | Milán, Lombardía             |                                               |
| Victoria                                                           | 8-0    | Epifanio Collado    | KO   | 6 (8)       | 1973-04-06 | Milán, Lombardía             |                                               |
| Victoria                                                           | 7-0    | Salah Arafa         | TKO  | 3 (8)       | 1973-02-28 | Palermo, Sicilia             |                                               |
| Victoria                                                           | 6-0    | Daniel Makre        | KO   | 2 (6)       | 1973-01-24 | Palermo, Sicilia             |                                               |
| Victoria                                                           | 5-0    | Marcel Giordanella  | PTS  | 6 (6)       | 1972-12-26 | Roma, Lacio                  |                                               |
| Victoria                                                           | 4-0    | Daniel Makre        | KO   | 1 (6)       | 1972-12-07 | Milán, Lombardía             |                                               |
| Victoria                                                           | 3-0    | Walter Guernieri    | PTS  | 6 (6)       | 1972-11-16 | Milán, Lombardía             |                                               |
| Victoria                                                           | 2-0    | Manuel Carracelas   | KO   | 6 (6)       | 1972-11-03 | Génova, Liguria              |                                               |
| Victoria                                                           | 1-0    | Charley Kassem      | KO   | 1 (6)       | 1972-10-13 | Roma, Lacio                  |                                               |